# Sekhonyana Nehemia Maseribane
Chief Sekhonyana Nehemia Maseribane (* 4. Mai 1918 in Mount Moorosi, Quthing-Distrikt; † 3. November 1986) war ein Politiker in Lesotho.
Der Sohn eines morena war vom 6. Mai 1965 bis zum 7. Juli 1965 Premierminister der britischen Kronkolonie Basutoland, das 1966 als Lesotho unabhängig wurde. Wie sein Nachfolger Leabua Jonathan gehörte er der Basutoland National Party (BNP) an. In dessen Regierung war Maseribane dann lange stellvertretender Premierminister.
Als die BNP bei der Wahl im Januar 1970 gegen die Basutoland Congress Party (BCP) verlor, rieten Maseribane und der damalige Finanzminister Chief Peete Peete Premierminister Jonathan, den Notstand auszurufen und die Wahl zu annullieren, was dieser dann auch tat.